# ЛСК 1890
СВК ЛСК 1890 (нидерл. SVC LSC 1890) — нидерландский любительский футбольный клуб из города Снек, провинция Фрисландия. Основан 4 марта 1890 года. Домашние матчи команда проводит на стадионе спорт-парка Леувардервег. 
В сезоне 2018/19 клуб выступал во втором любительском классе Нидерландов.

## История
Основан 4 марта 1890 года как крикетный и крокетный клуб «Ликюргус».  Нынешнее название получил 15 сентября 1907 года после слияния с футбольным клубом «Спарта». В 1922 году клуб ЛСК стал членом Футбольного союза Нидерландов. 
В 1941 году команда впервые пробилась в первый класс Нидерландов. В дебютном сезоне клуб занял девятое место в северной группе. Наивысших достижений ЛСК добился в сезоне 1943/44 — в чемпионате команда заняла второе место в свой группе, уступив только «Херенвену», а в кубке страны дошла до полуфинала, в котором уступила клубу «Груне Стер» со счётом 1:2. В 1946 году ЛСК навсегда покинул первый футбольный класс страны. 
С 1971 года клуб выступает в любительском чемпионате Нидерландов.